# Marc Ribas
Marc Ribas (* 26. Februar 1988 in Barcelona) ist ein spanischer Eishockeyspieler, der seit Beginn seiner Karriere beim FC Barcelona spielt. Seit 2009 spielt er für die Katalanen in der Superliga, der höchsten Spielklasse Spaniens.

## Karriere
Marc Ribas begann seine Karriere als Eishockeyspieler in der Nachwuchsabteilung des FC Barcelona. In der Spielzeit 2009/10 debütierte er in der Superliga, der höchsten Spielklasse Spaniens. Mit der Mannschaft aus der katalanischen Metropole gewann er 2011 die spanische Vizemeisterschaft.

### International
Für Spanien nahm Ribas im Juniorenbereich an den U18-Weltmeisterschaften 2004, 2005 und 2006 sowie den U20-Weltmeisterschaften 2005, 2006 und 2008 jeweils in der Division II teil.
Im Seniorenbereich gab er sein Debüt bei der Weltmeisterschaft 2014, als ihm mit den Iberern der Aufstieg von der B- in die A-Gruppe der Division II gelang.

## Erfolge und Auszeichnungen
- 2014 Aufstieg in die Division II, Gruppe A, bei der Weltmeisterschaft der Division II, Gruppe B